# Súľov-Hradná
Súľov - Hradná est un village de Slovaquie situé dans la région de Žilina. Jusqu'en 1899 Szulyó-Hradna.

## Histoire
Première mention écrite du village en 1193.

## Démographie

### Évolution de la population
| Année:               | 1994. | 2004.   | 2014.   | 2024.   |
| -------------------- | ----- | ------- | ------- | ------- |
| Nombre de personnes: | 944   | 929     | 928     | 1009    |
| Différence:          |       | -1,58 % | -0,10 % | +8,72 % |

| Année:               | 2023. | 2024.   |
| -------------------- | ----- | ------- |
| Nombre de personnes: | 1002  | 1009    |
| Différence:          |       | +0,69 % |

## Patrimoine naturel
- Súľovské skaly

## Personnalités liées à la commune
- Zuzana Smatanová, chanteuse, née dans la commune.